# Карл Крістіансен
Карл Фрідріх Крістіансен (нім. Carl Friedrich Christiansen; 24 лютого 1884, Вик-ауф-Фер — 2 травня 1969, Вик-ауф-Фер) — німецький офіцер, фрегаттен-капітан крігсмаріне, бригадефюрер НСФК (20 квітня 1941). Кавалер Лицарського хреста Хреста Воєнних заслуг з мечами.

## Біографія
Представник сім'ї спадкових моряків. Четвертий із десяти дітей морського капітана Петера Крістіансена, ветерана Французько-прусської війни. Супроводжував свого батька в далеких плаваннях. В 15 років вступив юнгою на торговий флот, плавав по всьому світу на великих вітрильниках. В 22 роки отримав ліцензію капітана далекого плавання. В 1906-07 роках вступив однорічним добровольцем в кайзерліхмаріне. В 1910-13 роках служив у Східній Азії. Після початку Першої світової війни 12 серпня 1914 року призначений вахтовим офіцером крейсера «Любек». В кінці 1915 року потрапив в британський полон у Південній Африці і був доставлений в Лондон, де розпочався судовий процес за звинуваченням в шпигунстві. На початку 1918 року звільнений, до кінця війни служив офіцером Адмірал-штабу на Чорному морі. Після війни працював капітаном і судновим інспектором в Фленсбурзі, потім — морським експертом в Бремені.
З 20 лютого 1933 по 1 серпня 1934 року — президент поліції Гарбурга-Вільгельмсбурга (сьогодні — район Гамбурга). 1 квітня 1933 року вступив у НСДАП. З 12 грудня 1934 року — президент поліції Магдебурга, одночасно з 22 березня 1935 року — виконавчий директор фірми Deutschen Zeppelin-Reederei. 8 вересня 1937 року втратив посаду в поліції, оскільки розкрилось членство Крістіансена в масонській ложі, проте зміг отримати посаду в Управлінні чотирирічного плану. В травні 1940 року його старший брат генерал авіації Фрідріх Крістіансен, командувач вермахтом в Нідерландах, забезпечив Карлу посаду морського офіцера в своєму штабі. З вересня 1942 по травень 1945 року — інспектор морських перевезень при імперському комісарі морських перевезень Карлі Кауфмані. 1 жовтня 1944 року звільнений з флоту.

## Сім'я
Одружився з Магдою Блок (1887–1976). В шлюбі народились двоє синів:
- Ганс Фрідріх (1909–5 липня 1944) — лейтенант резерву люфтваффе, загинув у повітряному бою з британськими пілотами над Північним морем.
- Карл Фрідріх (1918–2009)

## Нагороди
- Орден «Золотий колосок» (Китай)
- Хрест «За заслуги» (Пруссія) 1-го класу
- Залізний хрест 2-го і 1-го класу
- Військовий Хрест Фрідріха-Августа (Ольденбург) 2-го і 1-го класу
- Орден дому Саксен-Ернестіне
  - лицарський хрест 2-го класу з мечами
  - командорський хрест 2-го класу з мечами
- Королівський орден дому Гогенцоллернів, лицарський хрест з мечами
- Орден Залізної Корони 3-го класу з військовою відзнакою (Австро-Угорщина)
- Хрест «За військові заслуги» (Австро-Угорщина) 3-го класу з військовою відзнакою
- Орден «За заслуги» (Баварія) 4-го класу з мечами
- Хрест «За військові заслуги» (Мекленбург-Шверін) 2-го і 1-го класу
- Ганзейський Хрест (Гамбург)
- Галліполійська зірка (Османська імперія)
- Морський нагрудний знак «За поранення» в чорному
- Почесний хрест ветерана війни з мечами
- Хрест Воєнних заслуг 2-го і 1-го класу з мечами
- Німецький хрест в сріблі
- Лицарський хрест Хреста Воєнних заслуг з мечами (19 листопада 1944)
- Почесний громадянин міста Вик-ауф-Фер